# Bakhatgarh (stato)
Lo Stato di Bakhatgarh fu uno stato principesco del subcontinente indiano, avente per capitale la città di Bakhatgarh.

## Storia

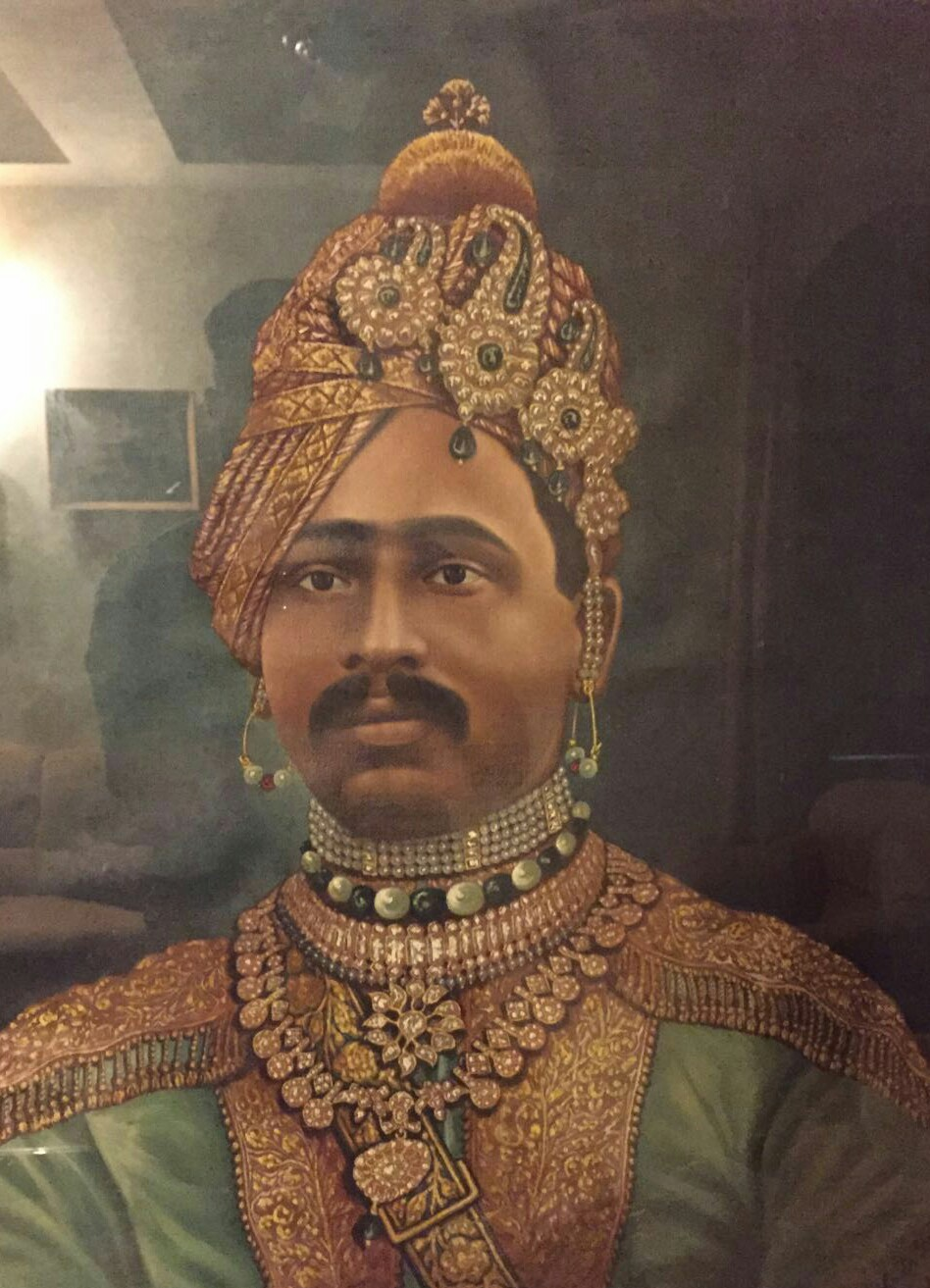
Rao Rai singhji di Bakhatgarh.

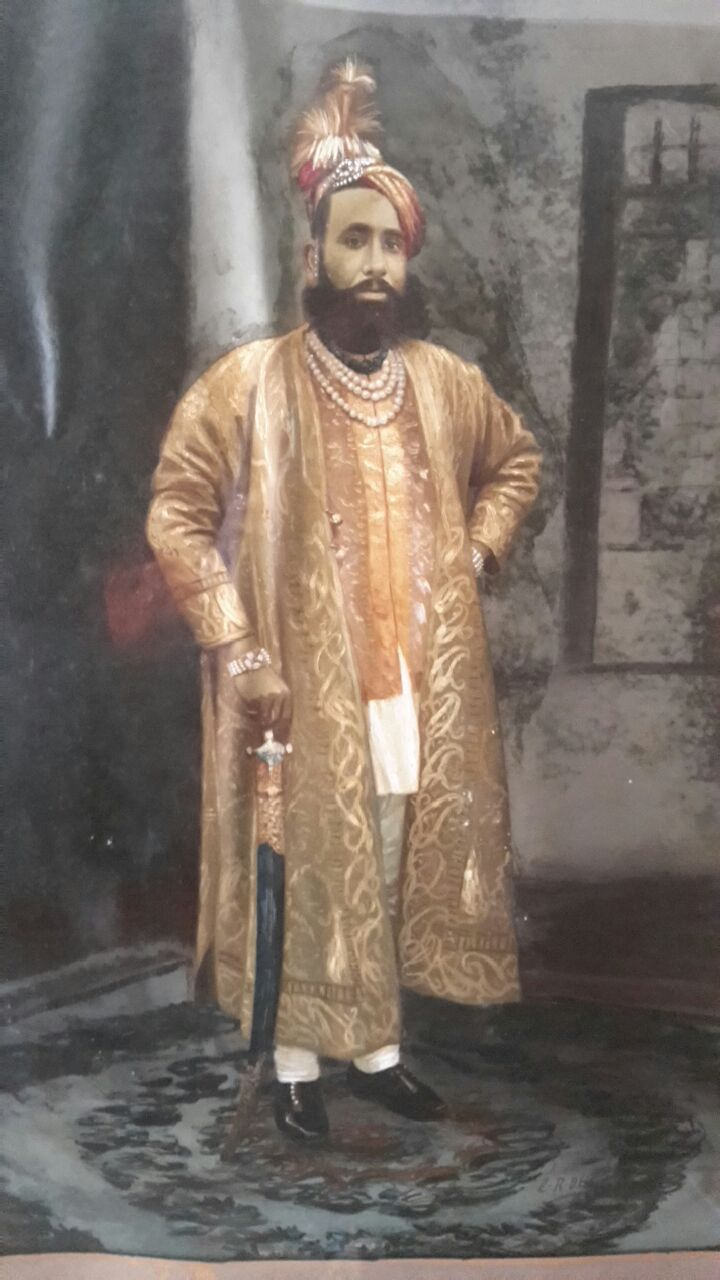
Rao Bahadur Rao Shree Sardar Singh dello stato di Bakhatgarh.

Lo stato di Bakhatgarh venne fondato da Rao Nagmalji nel 1452. La capitale dello stato rimase la città di Pitgara sino al 1795, anno in cui Rao Bakhat decise di spostarla nel villaggio da poco fondato da lui che prese il nome in suo onore di Bakhatgarh.
La famiglia regnane del Bakhatgarh apparteneva al parmar imperiale dei Rajputs e portavano il titolo di Rao Saheb di Bakhatgarh e mandloi di Badnawar.
Lo stato era composto da 71 villaggi.
Gran parte degli sviluppi dello stato vennero portati avanti durante il regno dell'ultimo sovrano locale Shriman Rao Thakur Saheb Rai Singhji Panwar il quale si preoccupò di costruire diversi ospedali, scuole e biblioteche a Bakhatgarh. Durante il suo regno venne realizzato anche un palazzo signorile ed altre strutture amministrative sempre presso la capitale dello stato.

## Governanti
I governanti di Multhan ebbero il titolo di Rao Saheb.

### Rao Saheb
- Rao Nagmalji
- Rao Dungar singhji
- Rao Kadal singhji
- Rao Roopa singhji
- Rao Haapa singhji
- Rao Hameerdev singhji
- Rao Khem singhji
- Rao Seetal singhji
- Rao Sangram singhji
- Rao Nanoji
- Rao Baje singhji
- Rao Jai singhji
- Rao Akheerdasji
- Rao Daulat singhji
- Rao Bakhat singhji
- Rao Bhopa singhji
- Rao Prithvi singhji
- Rao Sawai singhji
- Rao Bhagwat Singhji
- Rao Pratap singhji
- Rao Bahadur Rao shree Sardar singhji
- Rao Rai singhji